# Arina Fedorovtseva
Arina Sergeevna Fedorovtseva (ryska: Арина Сергеевна Федоровцева), född 19 januari 2004 i Moskva, Ryssland, är en rysk volleybollspelare. 
Arina är dotter till den olympiske guldmedaljören i rodd Sergej Fedorovtsev. Hon började spela för ZHVK Dinamo Kazan 2018, först i dess ungdomslag, men snart i seniorlaget. Med dem vann hon ryskt mästerskapet en gång, ryska cupen två gånger och ryska supercupen en gång. Hon lämnade 2021 klubben för Fenerbahçe SK.
Med de ryska landslagen har hon tagit brons vid U16-EM 2019 och guld vid  
U17-EM 2020. Hon debuterade i seniorlaget 2021 då deltog hon i Volleyball Nations League, OS 2020 och EM 2021.